# SimCity 3000
SimCity 3000 là tựa game mô phỏng xây dựng thành phố được phát hành vào năm 1999, và là phần thứ ba trong dòng game SimCity. Game do hãng Electronic Arts (EA) phát hành và Maxis phát triển. Trò chơi được phát hành cho Microsoft Windows, Macintosh, và, thông qua một sự sắp xếp với Loki Games, Linux. SimCity 3000 Unlimited được tái bản kỹ thuật số qua GOG.com vào ngày 14 tháng 7 năm 2016.

## Lối chơi

### Đổi mới so với phần trước
Có rất nhiều thay đổi giữa SimCity 3000 và phiên bản tiền nhiệm trước đây của nó là SimCity 2000. Những thay đổi này bao gồm cả khía cạnh quản lý thành phố không tách rời của trò chơi, cũng như các khía cạnh đồ hoạ và cảnh quan của nó. Thêm vào sự xuất hiện nhiều loại hình dịch vụ thành phố mới hơn. Những thay đổi này tạo ra một trải nghiệm khác biệt rất nhiều so với SimCity 2000.
Sự thay đổi đáng chú ý nhất là việc bổ sung khái niệm quản lý chất thải. Trong SimCity 3000, rác thải bắt đầu tích tụ dần khi thành phố phát triển với quy mô vừa phải và cần được xử lý thông qua ngân sách của thành phố. Các loại trang trại và công trình nông nghiệp cũng được giới thiệu, hiện diện trên các khu công nghiệp nhẹ lớn ở một thành phố có giá trị đất thấp và ít ô nhiễm. Một mật độ phân vùng mới cũng được thêm vào, nâng tổng số lên ba kiểu, so với hai kiểu của SimCity 2000. Ngoài vòng đời giới hạn, các nhà máy điện và công trình tiện ích khác cũng dễ bị giảm sản lượng tối đa do tuổi tác. Tất cả các nhà máy điện đều có vòng đời so với SimCity 2000 vốn có những loại nhà máy điện không cần thay thế. Các nhà máy điện bây giờ phải được thay thế thủ công, ngay cả khi người chơi đã tắt cài đặt thảm họa. Ngoài ra, các cơ sở chứa nước hiện nay đều có một vòng đời hoạt động.
Mặc dù khái niệm về các thành phố lân cận đã được giới thiệu trong SimCity 2000, nó vẫn được mở rộng khá lớn trong SimCity 3000. Cái mới đối với người chơi là tính tương tác với các thành phố láng giềng, đàm phán thỏa thuận kinh doanh sơ bộ với các thị trưởng khác, như mua bán điện, nước hoặc dịch vụ quản lý rác thải. Những khoản này tạo ra một nguồn thu nhập hàng tháng sẽ được bổ sung hoặc khấu trừ vào ngân khố của người chơi, tùy theo thỏa thuận. Việc hủy hợp đồng với thành phố láng giềng sẽ phải chịu phạt.
Tuy không hẳn thuộc về khía cạnh quản lý thành phố, SimCity 3000 mô phỏng ảnh hưởng của giá trị đất đối với công trình xây dựng mang tính thực tế nhiều hơn SimCity 2000. Trong SimCity 3000, giá trị đất tạo ra các khu phố rất khác biệt, có xu hướng chứa các biên độ thu nhập hẹp, tạo nên khu dân cư trung lưu và khu nhà ổ chuột dễ nhận ra. Giá trị đất cũng được xác định bởi hiệu ứng trung tâm thành phố là nơi các tòa nhà ở trung tâm thành phố có giá trị đất cao hơn và các tòa nhà nằm ở vùng giáp giới có giá trị thấp hơn. Giao dịch kinh doanh là một khái niệm mới mẻ khác đối với SimCity 3000; bằng cách cho phép xây cất những công trình nhất định như nhà tù an ninh tối đa trong thành phố, đổi lại người chơi nhận được một khoản thu đáng kể từ chúng. Tuy nhiên, các công trình kinh doanh thương mại có xu hướng để lại những ảnh hưởng tiêu cực đến thành phố, chẳng hạn như giảm giá trị đất đai.
Có một số thay đổi về giao diện đồ họa trong SimCity 3000. Mặc dù trò chơi vẫn giữ lại góc nhìn 2D giả 3D của phiên bản tiền nhiệm, cảnh quan thực tế trở nên chi tiết và đầy sắc màu hơn. Trong SimCity và SimCity 2000, cảnh quan chơi được hầu hết là màu nâu, trong khi ở SimCity 3000, cảnh quan chơi được là màu xanh lá cây thực tế hơn, cùng với các màu khác thay đổi dần theo chiều cao, từ màu be (cát bãi biển) đến màu xanh lá cây và màu nâu đất (đất trống) rồi màu trắng (tuyết). Trong SimCity 2000, đất đai có thể làm phẳng hoặc xiên, và tất cả các đoạn dốc đều có cùng độ dốc. Trong SimCity 3000, có năm độ dốc rõ ràng của độ dốc, tạo ra cảnh quan đa dạng hơn. Có nhiều loại cây khác nhau có thể xuất hiện trên bản đồ đủ chủng loại từ cây nhỏ Deciduous cho đến cây to Redwoods.

### Cố vấn và kiến nghị
SimCity 3000 và phiên bản bổ sung, Unlimited bao gồm bảy tư vấn viên, mỗi người đều chuyên về một vấn đề cụ thể (tài chính thành phố, giao thông vận tải, các vấn đề về môi trường, quy hoạch thành phố, an ninh trật tự, y tế và giáo dục, và các tiện ích đô thị), giúp người chơi đưa ra những quyết định đúng đắn trong game bằng cách cung cấp các khuyến nghị và tư vấn. Trái ngược với các phiên bản trước đây của SimCity, các cố vấn này có tên và thực sự đưa ra lời khuyên chuyên sâu, chứ không phải tóm tắt ngắn gọn tình huống trong phòng ban của họ.
Cũng có những người đưa ra kiến nghị, nhiều người trong số đó là công dân của thành phố, hường là họ yêu cầu người chơi chỉnh sửa các chính sách của thành phố, như giảm thuế suất, hoặc ban hành một sắc lệnh nào đó. Một số nằm ngoài lợi ích, thường đẩy các đề xuất có thể gây tổn hại cho thành phố (chẳng hạn như xây dựng một sòng bạc, có nguy cơ thu hút tội phạm) để đổi lấy khoản tài trợ tài chính của họ. Các thị trưởng của bốn thành phố lân cận tại mỗi góc bản đồ thành phố (một tính năng được chuyển từ SimCity 2000) cũng phụ họa theo nếu thành phố của người chơi kết nối với họ bằng đường bộ hoặc đường sắt, để yêu cầu thành phố của người chơi quản lý các dịch vụ thành phố của họ (rác thải, nước, điện, v.v...) để đổi lấy khoản bồi thường về tài chính hoặc cho người hàng xóm xử lý các dịch vụ cho thành phố của người chơi để đổi lấy một khoản phí nhất định.

### Dòng tin tức
Ngoài các chuyên gia tư vấn, một dòng hiển thị tin tức cuộn theo cuối màn hình, hiển thị thông tin thích hợp về thành phố dưới hình thức các câu chuyện tin tức, chẳng hạn như chỉ ra rằng thành phố cần nhiều trường học hơn, hoặc một bộ phận thành phố cụ thể hoạt động tốt như thế nào. Nói chung, khi mọi thứ diễn ra suôn sẻ trong thành phố, người viết tin sẽ hiển thị các tiêu đề hài hước, hoặc thậm chí vô nghĩa và dường như vô dụng đối với người chơi. Ví dụ về các tiêu đề như sau: "Sau 36 năm kết hôn, người đàn ông phát hiện ra vợ là một loại cây yucca quý hiếm," hay "(Tên Thành Phố) in tất cả các số sai trong sổ điện thoại, dẫn đến 15 cuộc hôn nhân" hoặc trích dẫn từ một "Tommy B. Saif." Các tiêu đề khác có thể được gắn nhãn "Dòng Tin tức (Tên Thành Phố)" hoặc "Từ Bàn làm việc của Gã Khôn ngoan Sammy". Đôi khi, mã hiệu sẽ thậm chí cung cấp thông báo cho một thiên tai tiếp cận, ví dụ, đôi khi đọc "Bạn có cảm thấy chiếc xe tải lớn vượt qua không? Cái gì? Nó không phải là xe tải sao?", hay ""Bà SimLeary mua phần thưởng thắng cuộc là một con bò", hoặc có lẽ là một trích dẫn khác từ một loạt các tiêu đề khác nhau trước khi thảm hoạ xảy ra. Các văn bản trong mã hiệu này sau đó có thể được nhấp vào để tiết lộ nhiều hơn về các mục tin tức.

### Điểm mốc
Các điểm mốc thế giới thực cũng được giới thiệu trong SimCity 3000, nhưng chủ yếu là cho các mục đích thẩm mỹ (mặc dù việc đặt một tòa nhà sẽ mở ra một lựa chọn trong khung pháp lý thành phố cho quảng cáo du lịch) và không tốn chi phí xây dựng. Ví dụ về các Điểm mốc nổi tiếng xuất hiện trong bản gốc SimCity 3000 gồm có Đền Parthenon, Tháp CN, Nhà thờ Đức Bà, Bank of China Tower, Tòa nhà Empire State, Hải đăng Alexandria và Tháp đôi của Trung tâm Thương mại Thế giới với mỗi tòa tháp là một công trình riêng biệt, Tượng Nữ thần Tự do, Tháp Eiffel, cũng như Tháp TV Fernsehturm ở Berlin.

### Âm nhạc
Một thay đổi lớn khác nữa từ SimCity 2000 là bổ sung một điểm nhạc trực tiếp, có nhà soạn nhạc chính là Jerry Martin. Bộ soundtrack mới kết hợp các ca khúc thời đại mới và jazz sống động. Mười lăm bài nhạc trong game cũng có sẵn dưới dạng MP3 để tải về trang web SimCity 3000 của EA để nghe bên ngoài game. Các nhạc sĩ bao gồm Glenn Letsch về bass, David Lauser về trống, Darol Anger chơi vĩ cầm, John R. Burr và Art Hirahara chơi piano. 5 bài hát mới đã được thêm vào bản phát hành lại, nhưng một lỗi đánh máy trong tập tin AUDIO.INI của game khiến hai bài hát cũ hơn không xuất hiện trên trình đơn chọn lựa. Chúng không thể phát được trừ khi tập tin này được chỉnh sửa từ 0x0a sang 0x13. (Concrete Jungle) Tất cả các bài hát cũng nên có 0,1,0,1 là vừa. (SimCity 2000 Main Theme) Ngoài lỗi này ra, có ba bài nhạc ẩn. Ngoài ra, "Sim Broadway" không có trong bản phát hành lại và "SimCity 3000 Main Theme" cùng "Loading Loop Music" đã được thay thế bằng những bài hát mới.

## Phát triển
Trước khi Electronic Arts mua lại nhà phát triển Sim Maxis vào năm 1997, kế hoạch ban đầu được đưa ra vào năm 1996 để phát triển SimCity 3000 như một tựa game 3D hoàn chỉnh, phù hợp với sự nổi lên của trò chơi điện tử 3D. Mặc dù ý tưởng này được đội ngũ nhân viên coi là không khả thi bởi vì đòi hỏi quá cao về mặt đồ hoạ, quản lý Maxis đã thúc đẩy khái niệm này, và trò chơi đã được phát triển trong vòng một năm. Khi trò chơi được công bố lần đầu tiên tại E3 năm 1997, nó là "trải nghiệm vẫn được coi là một sự bối rối." Phiên bản 3D của trò chơi được kỳ vọng sẽ trở thành một thất bại, và sự ra mắt trong tương lai của nó thậm chí còn được xem là bước ngoặt cho một Maxis đang hoạt động kém dần, vốn gặp phải thất bại trong việc phát hành các tựa game có lợi nhuận trong những năm kể từ khi ra mắt SimCity 2000.
Sau khi EA hoàn thành việc mua lại Maxis, Luc Barthelet đã được EA bổ nhiệm làm tổng giám đốc mới của Maxis. Ông đã gặp rắc rối bởi Sim City 3000 3D, đặt câu hỏi về khả năng tồn tại của một trò chơi với đồ họa như vậy. Cuối cùng, phiên bản 3D đã bị loại bỏ hoàn toàn, Lucy Bradshaw đã được đưa vào EA từ tháng 11 năm 1997 để dẫn dắt dự án Sim City 3000, và một bản sửa đổi mới dựa trên đồ họa 2D giả 3D và sprite của Sim City 2000 được làm lại từ đầu. Kế hoạch mới này tập trung vào việc giữ lại engine cốt lõi của trò chơi, thay vào đó là nâng cấp nhiều tính năng nhỏ hơn trong game, chẳng hạn như bản đồ lớn hơn, mức độ phóng to thu nhỏ mới và các thông số gameplay bổ sung.
Phiên bản thứ hai của Sim City 3000 nhận được sự đón nhận tích cực hơn trong thời gian xuất hiện tại E3 năm 1998, và được đón nhận nồng nhiệt sau khi phát hành vào tháng 1 năm 1999 (mặc dù Maxis dự định game sẽ được phát hành vào dịp Giáng Sinh năm 1998; dù thế nào đi nữa, EA sẵn sàng đợi cho đến khi trò chơi được hoàn thành).

## Tái bản
Vào tháng 5 năm 2000, trò chơi được tái bản dưới nhiều tên gọi khác nhau ở các khu vực khác nhau, chẳng hạn như SimCity 3000 Unlimited (ở Bắc Mỹ và châu Đại Dương), SimCity 3000 Deutschland (Đức), SimCity 3000 Korea (Hàn Quốc), SimCity 3000 UK Edition (Anh và Ireland) và SimCity 3000 World Edition (các quốc gia khác), trong số những nước khác. Phiên bản lần này có bổ sung thêm một loạt công trình kiến trúc mang đậm phong cách Đông Á và châu Âu, những loại màu sắc địa hình và các kiểu thảm thực vật mới, tính năng chụp nhanh, nhạc thêm, phiên bản cải tiến của bộ công cụ tạo nhà gọi là Building Architect Tool (một công cụ thiết kế giả 3D dựa trên hình khối), thêm bốn thảm họa thiên tai mới (như châu chấu và rác vũ trụ), các danh lam thắng cảnh mới (như Tháp Seoul và Nhà thờ chính tòa Helsinki), các công trình phần thưởng mới, mười ba kịch bản (cùng với công cụ tạo màn dựa trên Microsoft Access) và đoạn phim mở đầu FMV mới. Các thành phố trước giờ cũng có sẵn, bao gồm (Luân Đôn và Liverpool cho nước Anh), Berlin (với Bức tường Berlin), Madison, Madrid, Moskva và Seoul. Trò chơi cũng bao gồm các địa hình thành phố dựa trên địa lý của các thành phố thực, bao gồm cả Hồng Kông và Chicago. Vào thời điểm phát hành game, EA đã tung ra một website dành cho Simcity 3000 Unlimited cho phép người dùng trao đổi những sáng tạo của họ. Trang web này, trước đây nằm tại địa chỉ www.simcity.com/us/exchange/ (dành cho vùng Bắc Mỹ), không còn tồn tại và chỉ có thể truy cập bằng công cụ lưu trữ.

## Đón nhận
SimCity 3000 đều nhận được những lời đánh giá tích cực. IGN chấm cho game 9.0 điểm, khen ngợi âm thanh, lối chơi, đồ họa, và sức lôi cuốn lâu dài. GameSpot chấm cho game 8.5 điểm và ca ngợi phần đồ họa trong lúc ra sức chỉ trích hệ thống cố vấn. SimCity 3000 Unlimited cũng đã được IGN đánh giá cao khi chấm cho số điểm 9.1 với lới khen ngợi phần trình diễn và đồ họa của game. Học viện Nghệ thuật Tương tác và Khoa học đã đề cử SimCity giải thưởng "Game Chiến lược của Năm" 1998, dù để mất giải này vào tay game Sid Meier's Alpha Centauri.
SimCity 3000 đã bán được 5 triệu bản trên toàn thế giới. Năm 1999, đây là trò chơi máy tính bán chạy thứ hai ở Mỹ, với doanh số 657.514 bản. Số doanh thu này lãi 26,8 triệu USD, mức cao nhất trong năm đó cho một game máy tính tại Mỹ. Năm sau, nó xếp thứ chín ở Mỹ, với 385.001 bản được bày bán. Giúp game kiếm được thêm tiền lãi 10,5 triệu USD.
Ngay tại Mỹ, phiên bản Unlimited của trò chơi này bán được 1,1 triệu bản và kiếm được 27,5 triệu USD vào tháng 8 năm 2006, sau khi phát hành vào tháng 1 năm 2000. Edge đã xếp hạng trò chơi điện tử bán chạy thứ sáu của đất nước này từ tháng 1 năm 2000 đến tháng 8 năm 2006 và tựa game SimCity bán chạy nhất trong thời gian đó. Tổng doanh thu của tất cả các phiên bản SimCity được phát hành từ tháng 1 năm 2000 đến tháng 8 năm 2006, bao gồm cả SimCity 3000 Unlimited, đã đạt đến 3,4 triệu bản tại Mỹ vào ngày cuối cùng.
SimCity 3000: UK Edition nhận được giải thưởng doanh thu "Platinum" từ ELSPA, cho biết doanh số bán hàng ít nhất 300.000 bản tại nước Anh.

## SimCity DS
SimCity DS là phiên bản cải tiến của SimCity 3000 dành cho Nintendo DS được phát hành tại Nhật Bản vào ngày 22 tháng 2 năm 2007, Bắc Mỹ ngày 19 tháng 6 năm 2007 và châu Âu ngày 22 tháng 6 năm 2007. Trò chơi kế thừa đồ họa của SC3K, qua việc sử dụng màn hình kép của thiết bị cầm tay để hiển thị các giao diện bổ sung cùng một lúc. Có thêm các tính năng điều khiển cụ thể chẳng hạn như sử dụng micrô tích hợp của bảng điều khiển, được sử dụng để dập tắt lửa và màn hình cảm ứng, được sử dụng để điều khiển giao diện. Game còn có mục chơi "Save the City", theo đó người chơi phải ra tay cứu giúp một trong nhiều thành phố hồi phục sau thảm hoạ và đạt được mục tiêu cụ thể nào đó mới được coi là kẻ thắng cuộc.

## iPhone và iPod Touch
Một phiên bản của SimCity 3000, còn gọi là SimCity for iPhone, được phát hành vào năm 2008 cho iPhone và iPod Touch. Không giống như SimCity DS, phiên bản này là một bản chuyển từ tựa game gốc sang, được chỉnh sửa thành giao diện người dùng màn hình cảm ứng. Tuy vậy, phiên bản iPhone lại thiếu nhiều tính năng, bao gồm mối liên hệ giữa các thành phố với nhau hoặc nhiều loại đường bộ. Phiên bản này đã được gỡ bỏ khỏi App Store vào năm 2011.